# Міура Харума
Харума Міура ( яп. 三浦春馬) - японський актор і співак . Він дебютував як актор у телевізійній драмі «Агрі» (1997) і став популярним після того, як знявся у фільмі «Коїдзора» (2007), став володарем 31-ї премії Японської академії в номінації «Новачок року». У наступні роки Міура, зокрема, знявся в третьому сезоні Gokusen (2009), Bloody Monday (2009), Naoko (2009), Kimi ni Todoke (2010), Last Cinderella (2013), Boku no Ita Jikan (2013), The Eternal Zero (2013), Атака титанів (2015), Gintama 2 (2018) і Two Weeks (2019). Він також знявся в ролі Лоли в японській постановці Kinky Boots (2016), отримавши премію за найкращу чоловічу роль та премію Харуко Сугімура на 24-й театральній премії Йоміурі (Yomiuri Theater Awards). Крім акторської кар'єри, Міура дебютував як співак у 2019 році з синглом Fight for Your Heart, за яким пішов Night Diver у 2020 році.

## Кар'єра

### 1997-2006: Рання акторська кар'єра
У віці 7 років Міура дебютував у телевізійній драмі «Агрі» (1997)  . Він був зарахований до філії акторської студії в Цукубі та водночас був учасником бойз-бенду Brash Brats з двома іншими студентами. Після того, як студія закрилася, троє учасників групи підписали контракт з Amuse Inc. Оскільки у 2005 році Brash Brats взяли безстрокову перерву, Міура продовжив свою акторську кар'єру. Ранні відомі телевізійні проекти, в яких він з'являвся, включають Ima, Ai ni Ikimasu, Unfair, Children, 14-sai no Haha та Fight   . Він також з'явився у фільмах « Mori no Gakkō » і « Akihabara@Deep »   . Його першою головною роллю була роль Тайє Сасакі (Taiyō Sasaki) у фільмі 2006 «Злови хвилю» ( Catch a Wave )   .

### 2007-2010: зростання популярності
В 2007 Міура знявся у фільмі «Коїдзора» ( Koizora ) в ролі Хіро , а також знявся у фільмі «Негативне щасливе лезо бензопилки» ( Negative Happy Chainsaw Edge )  . Після виходу фільму "Коїдзора" Міура став володарем 31-ї премії Японської академії в номінації "Новичок року"  . У 2008 році він отримав роль Ре Сіраїсі в «Бінбо Данші» ( Binbo Danshi) , Рен Казама в третьому сезоні « Gokusen » , і Фудзімару Такагі в екранізації телевізійної драми « Bloody Monday » , а також брав участь як гостя у спеціальному епізоді « Galileo »  . Oricon поставила його на перше місце у списку «найочікуваніших акторів 2009 року»  . Він також посів перше місце у списку «цікавих акторів» в огляді, опублікованому журналом Ori-Star  .
У лютому 2009 року Міура став одним із семи лауреатів премії «Новичок року» на церемонії вручення нагород Elan d'or Awards 2009  . У квітні 2009 року він з'явився у фільмі Crows Zero 2 в ролі Тацуї Біто   . У вересні 2009 року Міура отримав роль Котаро Мотідзукі у «Сімнадцятому самураї», який пізніше був перейменований у Samurai High School. Це була його перша провідна роль у Nippon Television  .
У січні 2010 року Міура знову повторив свою роль у другому сезоні « Bloody Monday »   . У квітні 2010 року він отримав роль Сети Кадзехая в екранізації Kimi ni Todoke, яка була випущена 25 вересня 2010  .

### 2011-2015: вітчизняний та міжнародний успіх
У травні 2011 року Міура зіграв Кенсуке Санаду в епізоді "Янкен" телевізійного міні-серіалу " Yo ni mo Kimyō na Monogatari "  . У червні 2011 року Міура знявся у фільмі « Tokyo Park »  . 11 листопада 2011 Міура і Сато випустили другу частину свого відеощоденника під назвою HT: Sekidō no Mashita de, Nabe no Tsutsuku, який був знятий в Малайзії   .
У 2012 році Міура зіграв одну з головних ролей у виставі « Kaitō Seven »  . Потім він зіграв головну роль у 8-му епізоді телесеріалу «Таємниці» ( Mysteries ) Кейго Хігасіно  . З 2012 по 2013 рік він брав участь у виставі «Zipang Punk: Goemon Rock III» як запрошений виконавець, зігравши Акеті Сінкуро  . У 2013 році Міура знявся у фільмі Last Cinderella в ролі Хірото Саекі  . У тому ж році Міура був задіяний у мультфільмі Космічний пірат Харлок, озвучивши Яму  . Він також знявся у фільмі " The Eternal Zero " у ролі Кентаро Саекі і був номінований на 38-ю премію Японської академії як кращий актор другого плану  .
В 2014 Міура знявся в телевізійній драмі Boku no Ita Jikan в ролі Такуто Савади і Satsujin Hensanchi 70 в ролі Кейсуке Міягари   . 18 квітня 2015 року він випустив свою четверту фотокнигу, Fureru  . Він також знявся в бойовику Five Minutes to Tomorrow, японсько-китайського спільного виробництва, і вивчив китайську мову для фільму  . В 2015 Міура зобразив Вела Ксав'єра в японській постановці «Орфей спускається в пекло»  . Він також зіграв Ерен Йегер у двосерійній екранізації « Атака титанів », обидві частини випущені в 2015    .